# Kamień runiczny z Gårdby

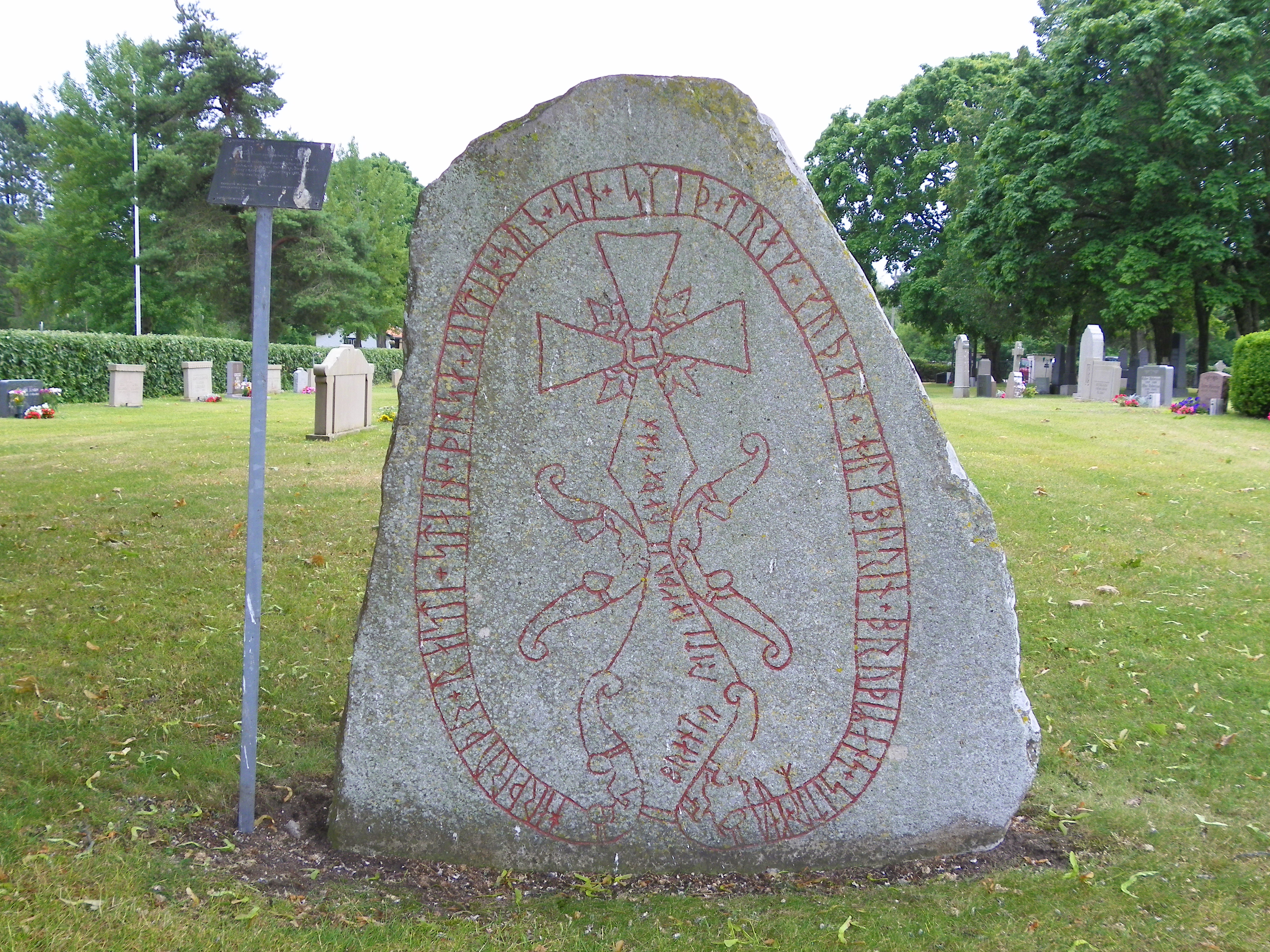
Kamień runiczny z Gårdby

Kamień runiczny z Gårdby (Öl 28) – pochodzący z XI wieku kamień runiczny, znajdujący się na przykościelnym cmentarzu w Gårdby na Olandii w Szwecji.
Wapienny głaz ma 1,5 m wysokości i 1,3 m szerokości. Został wystawiony przez matkę ku czci zmarłego syna, w inskrypcji wspomniany jest jednak także drugi syn, przebywający w tym czasie na Rusi. Pośrodku kamienia znajduje się wizerunek krzyża. Inskrypcja wyryta jest na wstędze biegnącej wzdłuż brzegów kamienia, jej końcówka nachodzi jednak na podstawę krzyża i jest trudniejsza w odczycie. Napis głosi:
harþruþr + raisti + stain + þinsa + aiftiR + sun + sin + s(m)iþ + trak + kuþan + halfburin + bruþiR ans + sitr + karþum brantr + rit- × iak þu raþa + khn
co znaczy:
Härtrud wzniosła ten kamień dla syna Smeda, dobrego woja. Jego brat Halvboren przebywa w Krainie Grodów. Brand rzeźbił wyraźnie, więc można czytać.